# Dyck-taal

Raster van de 14 Dyck-woorden met een lengte van 8 - [ en ' geïnterpreteerd als op en neer

In de theorie van formele talen van de informatica, wiskunde en taalkunde is een Dyck-woord een uitgebalanceerde reeks haakjes. De verzameling Dyck-woorden vormt een Dyck-taal. De eenvoudigste, D1, gebruikt slechts twee overeenkomende haakjes, bijvoorbeeld ( en ).
Dyck-woorden en -taal zijn vernoemd naar de wiskundige Walther von Dyck. Ze hebben toepassingen bij het ontleden van uitdrukkingen die een correct geneste reeks haakjes moeten hebben, zoals rekenkundige of algebraïsche uitdrukkingen.

## Formele definitie
Laat {\displaystyle \Sigma =\{[,]\}} het alfabet zijn dat bestaat uit de symbolen [ en ]. Laat {\displaystyle \Sigma ^{*}} de Kleene-ster aanduiden. De Dyck-taal wordt gedefinieerd als:
{\displaystyle \{u\in \Sigma ^{*}\vert {\text{ alle prefixen van }}u{\text{ bevatten niet meer ] dan [}}{\text{ en het aantal [ in }}u{\text{ is gelijk aan het aantal ]}}\}.}

## Eigenschappen
- De Dyck-taal is gesloten onder de werking van concatenatie.

- Door {\displaystyle \Sigma ^{*}} te behandelen als een algebraïsche monoïde onder concatenatie zien we dat de monoïdestructuur overgaat op het quotiënt {\displaystyle \Sigma ^{*}/R}, resulterend in de syntactische monoïde van de Dyck-taal. De klasse {\displaystyle \operatorname {Cl} (\epsilon )} wordt aangegeven met {\displaystyle 1}.

- De syntactische monoïde van de Dyck-taal is niet commutatief: als {\displaystyle u=\operatorname {Cl} ([)} en {\displaystyle v=\operatorname {Cl} (])} dan {\displaystyle uv=\operatorname {Cl} ([])=1\neq \operatorname {Cl} (][)=vu}.

- Met de bovenstaande notatie, {\displaystyle uv=1} maar geen van beide {\displaystyle u} noch {\displaystyle v} zijn omkeerbaar in {\displaystyle \Sigma ^{*}/R}.

- De syntactische monoïde van de Dyck-taal is isomorf met de bicyclische semigroep vanwege de eigenschappen van {\displaystyle \operatorname {Cl} ([)} en {\displaystyle \operatorname {Cl} (])} hierboven omschreven.

- Volgens de representatiestelling van Chomsky-Schützenberger is elke contextvrije taal een homomorf beeld van de doorsnede van een reguliere taal met een Dyck-taal op een of meer soorten haakjesparen.

- Het aantal verschillende Dyck-woorden met precies n paren haakjes en k binnenste paren (namelijk de subtekenreeks {\displaystyle [\ ]}) is het Narayana-getal {\displaystyle \operatorname {N} (n,k)}.

- Het aantal verschillende Dyck-woorden met precies n paar haakjes is het n-de Catalan-getal {\displaystyle C_{n}}. Merk op dat de Dyck-taal van woorden met n haakjesparen gelijk is aan de unie, over alle mogelijke k, van de Dyck-talen van woorden met n haakjesparen met k binnenste paren, zoals gedefinieerd in het vorige punt. Omdat k kan variëren van 0 tot n, verkrijgen we de volgende gelijkheid, die inderdaad geldt:

{\displaystyle C_{n}=\sum _{k=1}^{n}\operatorname {N} (n,k)}